# Турчанський деканат
Турчанський деканат — колишня структурна одиниця Перемишльської єпархії греко-католицької церкви з центром в м. Турка. Очолював деканат декан.

## Територія
В 1936 році в Турчанському деканаті було 12 парафій:
1. Парафія с. Беньова з філіями в с. Буковець, с. Сянки;
2. Парафія с. Дзвиняч Горішній;
3. Парафія с. Ільник (Землянський) з філіями в с. Ільник Запорожський, с. Ільник Королівський (Закіпці);
4. Парафія с. Лосинець з філіями в с. Радич, с. Ясінка Стецьова;
5. Парафія с. Присліп;
6. Парафія с. Тарнава Вижна з філіями в с. Тарнава Нижна, с. Соколики Гірські;
7. Парафія м Турка над Стриєм з філіями в с. Турка Горішня, с. Турка Середня, с. Турка Долішня, с. Мельничне;
8. Парафія с. Турочки Нижні з філією в с. Турочки Вижні;
9. Парафія с. Шандровець;
10. Парафія с. Шумяч;
11. Парафія с. Яблінка Вижна;
12. Парафія с. Яблінка Нижна з приходом у присілку “За Ребро”.

### Декан
- 1936 — Тимчук Іван у Беньовій.

### Кількість парафіян
1936 — 24 466 осіб.
Деканат було ліквідовано в 1946 р.